# Complexo Eólico do Alto Sertão

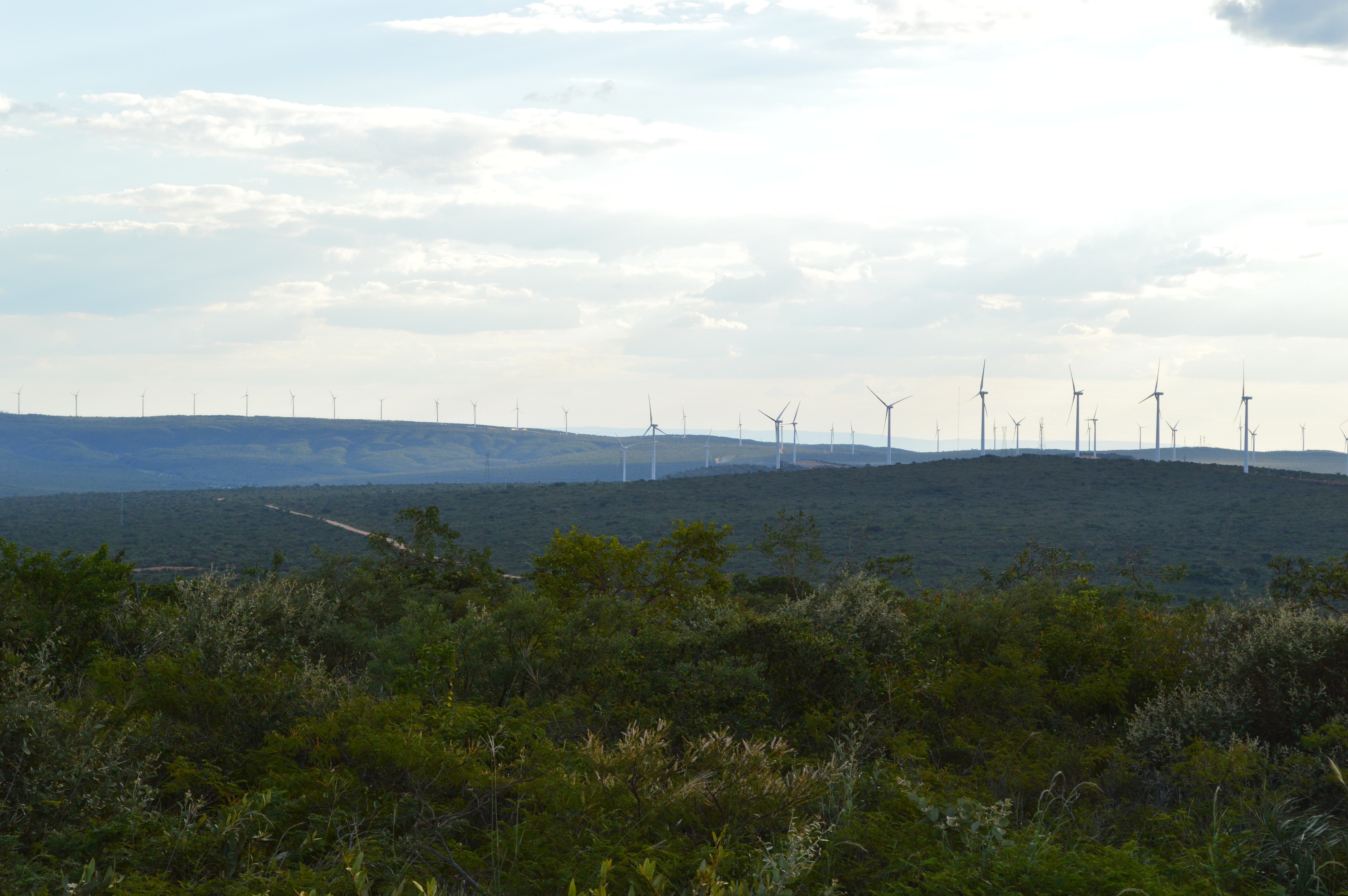
Vista panorâmica parcial, em Caetité.

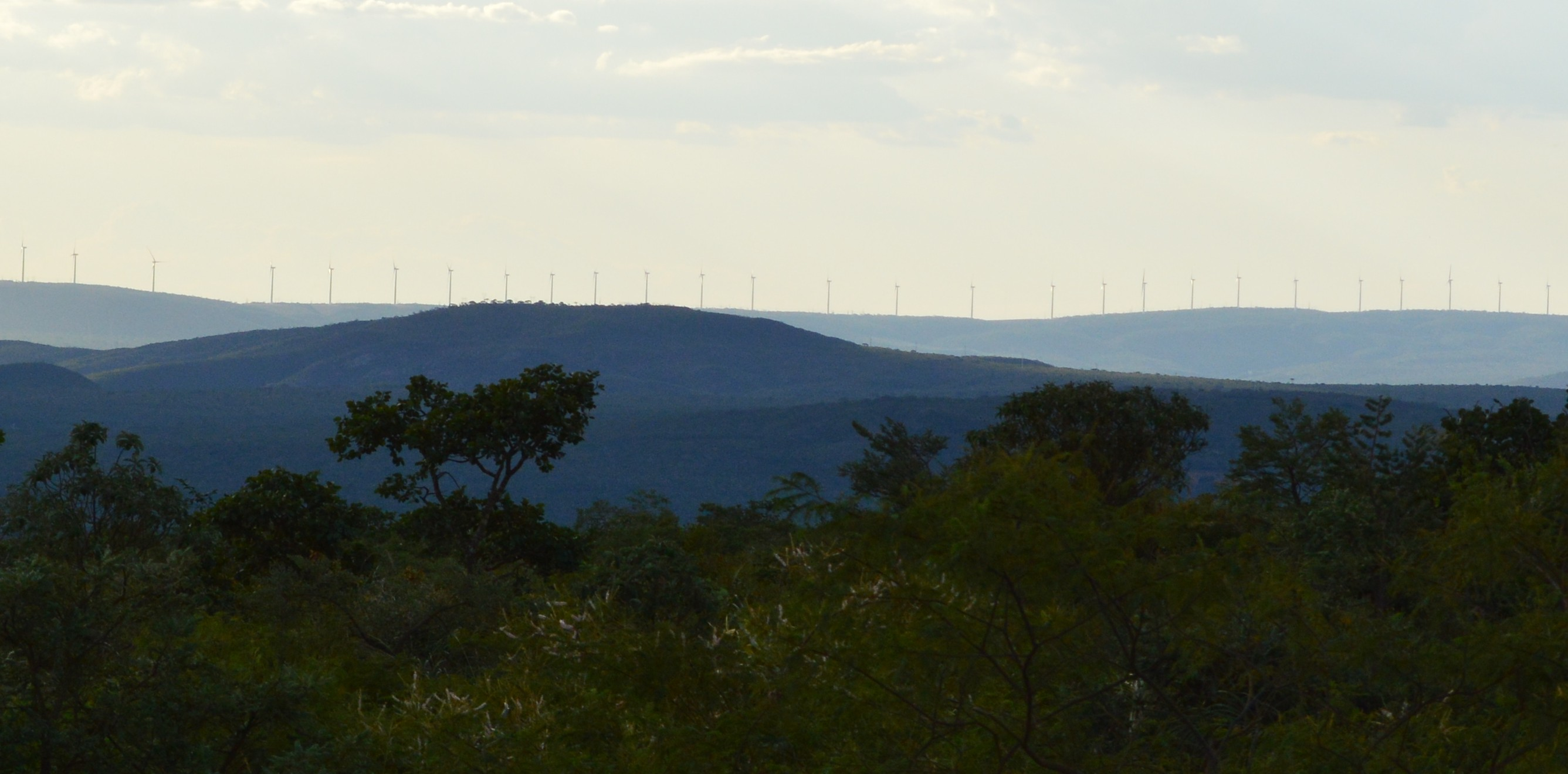
Vista parcial do Parque, em Caetité.

O Complexo Eólico do Alto Sertão é o nome que recebeu o conjunto de complexos de produção de energia eólica na região baiana da cidade de Caetité, e que constitui o maior complexo dessa modalidade energética na América Latina. Situado nas cidades de Caetité (onde se concentra a maior quantidade de aerogeradores), Guanambi, Igaporã, Pindaí, Licínio de Almeida e Urandi os complexos Alto Sertão I, II e III possuem uma capacidade conjunta de produção de 1.113,2  gigawatts.
A primeira etapa, Alto Sertão I, foi inaugurado em Caetité em 10 de julho de 2012, mas não pode gerar energia de imediato, por conta da falta de linhas de transmissão.

## Capacidade energética
O Alto Sertão I possui 14 parques nos municípios de Caetité, Igaporã e Guanambi, com 184 aeorogeradores e capacidade de produção de 294,4 megawatts, o que já o tornava o maior da América Latina, a um custo de 1,2 bilhão de reais. Esta capacidade daria para abastecer um cidade com 540 mil lares.
O complexo Alto Sertão II tem uma capacidade de geração de 386,1 megawatts, a partir de 15 parques eólicos nos quatro municípios, numa área de 150 quilômetros de extensão com 230 aerogeradores, e com investimento para instalação orçado em 1,4 bilhão de reais, em 2014; a empresa responsável foi a Renova Energia. Em 2017, o Alto Sertão II foi adquirido pela AES Tietê (atual AES Brasil), por 600 milhões de reais, após a Renova Energia entrar em dificuldades financeiras.
O complexo Alto Sertão III conta com 26 parques com um total de 155 aerogeradores distribuidos pelos municípios de Caetité, Igaporã, Pindaí, Licínio de Almeida e Urandi, e capacidade instalada de 432,7 megawatts. No total, o complexo, recebeu investimentos superiores a R$2,5 bilhões, e produz energia suficiente para abastecer entre 900 mil e 1 milhão de residências, de acordo com o padrão ANEEL.

## Problemas com a transmissão
Apesar de inaugurado em 2012, o complexo Alto Sertão I ficou por quase dois anos sem poder gerar energia por falta de uma linha de transmissão que ligasse a cidade de Caetité até a estação de Bom Jesus da Lapa onde, então, seria interligada ao sistema elétrico nacional. A falta de geração gerou um custo mensal superior a quinze milhões de reais perfazendo e total estimado a 360 milhões, sem considerar as despesas havidas com o uso de termelétricas - sempre mais onerosas - repassadas aos consumidores. Esta situação foi exibida em programas televisivos nacionais, como foi o caso do Fantástico da Rede Globo e o CQC da Rede Bandeirantes. Construída pela CHESF, a linha finalmente ficou pronta em 2014 e inaugurada com a presença do então governador, Jaques Wagner, em 18 de junho daquele ano.
Uma nova subestação foi construída pela empresa Renova Energia em 2016, com objetivo de proporcionar o escoamento da produção consorciada de energias eólica e solar.

## Parque solar conjugado
Em 2016 a empresa Renova Energia deu início à construção de um parque de geração elétrica a partir da luz solar em Caetité; com uma capacidade estimada de 4,8 MW, o parque se compõe de 19.200 painéis fotovoltaicos, estará ligado ao parque eólico desta empresa situado na cidade de Igaporã, com oito torres.
No caso dos dois parques, a produção solar terá sua produção diurna, quando os ventos costumam ser mais fracos, enquanto durante a noite a geração eólica encontra sua maior constância.